# 계축옥사
1608년 광해군(光海君)이 즉위하자, 대북은 영창대군(永昌大君)을 옹립하여 역모하였다는 이유로 소북의 영수(領首) 류영경(柳永慶)을 죽이고 소북 인사들을 축출하였다. 그리고 대북은 또 계속 왕권에 위협이 되는 영창대군과 그 측근들을 제거하고자 하였는데, 때마침 그 계획을 이룰 수 있게 된 사건이 계축옥사(癸丑獄事)이다.
1613년 박응서(朴應犀)·서양갑(徐羊甲)·심우영(沈友英) 등이 조령(鳥嶺)에서 은(銀) 상인을 죽이고 은 수백 냥을 강탈한 사건이 일어났다. 그 범인 일당은 모두 서얼(庶孼) 출신들로, 자신들을 강변칠우(江邊七友)라 일컫는 무리였다. 그들은 적서 차별을 폐지해 달라는 자신들의 상소가 거부당하자 불만을 품고 전국을 돌아다니며 화적질 등 악행을 일삼던 중 그런 사건을 일으킨 것이었다.
대북은 그들에게 '영창대군을 옹립하여 역모를 일으키려고 했다'는 허위자백을 시켰고, 결국 그들로부터 '인목왕후(仁穆王后)의 아버지 김제남(金悌男)이 자신들의 우두머리이고 인목왕후도 역모에 가담했다'는 자백을 받아냈다.
또한 사건을 취조하는 동안 김제남과 인목왕후 부녀가 의인왕후(懿仁王后)의 무덤에 무당을 보내 저주했다는 사실도 밝혀졌다. 이로 인해 김제남은 사사(賜死)되었고 그의 세 아들과 사위 심정세(沈挺世) 역시 처형당했으며, 영창대군은 폐서인되어 강화도에 유배되었다. 뿐만 아니라 신흠(申欽)·이항복(李恒福)·이덕형(李德馨)을 비롯한 서인과 남인 세력이 대부분 몰락하고 대북이 정권을 장악하게 되었다. 이 사건이 계축년(癸丑年, 1613년)에 일어났으므로 계축옥사라고 한다.
이로 인해서 영의정인 이덕형, 좌의정인 이항복, 우의정인 정인홍이 모두 교체되었고 이조판서인 정창연, 호조판서인 황신, 예조판서인 이정구, 형조판서인 오억령 등도 모두 교체되었다. 병조판서인 박승종이 유임되고 공조판서인 이준이 유임된 걸 빼고는 모두 교체된 것이다. 새로운 내각에는 영의정에 기자헌이, 좌의정에 정인홍이, 우의정에 정창연이 앉았고 이조판서에 조정이, 호조판서에 유근이, 예조판서에 이이첨이, 형조판서에 민몽룡이 제수되었다. 정창연, 유근, 기자헌, 박승종, 이준을 빼고는 조정이 모두 대북 일색으로 개편이 된 것이다. 특히 우의정이던 정인홍이 좌의정으로 제수된 것과 예조판서에 이이첨이 제수된 것은 조정이 대북 세력으로 개편이 된 것임을 보여준다.

## 관련 지문
2009년 수능에 출제된 문제이다.

내가 비록 부덕하더라도 일국의 국모 노릇을 한 지 여러 해가 되었다. 그는 선왕의 아들이니 나를 어미로 여기지 않을 수 없는데도 내 부모를 죽이고 품속의 어린 자식을 빼앗아 죽였으며, 나를 유폐하여 곤욕을 치르게 했다. 어디 그뿐인가. 중국이 우리나라를 다시 일으켜 준 은혜를 저버리고, 속으로 다른 뜻을 품고 오랑캐에게 성의를 베풀었다.

위의 글에서 '나'는 인목왕후, '그'는 광해군이다.